# Encarnación Bustillo Salomón
Encarnación Paula Bustillo Salomón (Villarcayo, 7 de junio de 1876 – Madrid, 1966) fue una pintora española que cultivó el género costumbrista, el paisaje y las naturalezas muertas.

## Biografía
Bustillo era hija de Adelaida Salomón y San Martín, natural de Roa, y de Fermín Bustillo y Pereda de Villacomparada de Rueda. Sus abuelos maternos, Sergio y Ramona, provenían de Valladolid y Villanueva de los Caballeros (Palencia), mientras que sus abuelos paternos, Antonio y Encarnación eran naturales de Villarcayo y Villacomparada de Rueda. Su padre era abogado, motivo por el que la familia se trasladó a Valladolid, donde Encarnación comenzó sus estudios artísticos, desde donde años después se trasladó a Madrid para continuar sus estudios. Marceliano Santa María y Fernanda Francés fueron sus maestros.
Fue una artista fecunda que fue presentando obras a las distintas exposiciones durante la primera mitad del siglo XX. Se desconocen con exactitud la fecha y el lugar de su fallecimiento.

## Trayectoria artística
En 1901 la revista Última Hora le dedica unas líneas a la obra representando flores y frutas que Bustillo había presentado en la Exposición de Bellas Artes y Arte Decorativo. Para el crítico, la obra de Bustillo era un producto típicamente femenino, fruto de la sensibilidad y condiciones especiales de la mujer. En aquella época, y a los ojos de algunos críticos, los trabajos de las mujeres pintoras era de rango inferior al de los hombres, y en sus críticas abundan los tonos paternalistas, totalmente diferentes a los dedicados a los varones.
En 1903 el Boletín de la Sociedad Castellana de Excursiones dedicó un artículo a la primera exposición feminista celebrada en Madrid en el Salón Amaré, en el que las mujeres artistas se presentaron en solitario «formando una colectividad artística digna de toda consideración». Bustillo fue una de las expositoras con dos obras, que a juicio del mismo crítico «las flores y caza muerta que ahora exhibe son obra de una paleta castiza y de un estudio sincero que hacen predecir sucesivos adelantos en su carrera».
En esta exposición del Salón Amaré, que emulaba a las celebradas en la Sala Parés de Barcelona, se celebró la Primera Exposición Feminista en la que participaron alrededor de cuarenta pintoras, entre las que destacaron, además de Bustillo, Julia Alcayde (1855-1939), Fernanda Francés (1862-1939) y Marcelina Poncela (1864-1917). La crítica se mostró totalmente favorable y el Álbum Ibero Americano las citó a todas ellas.
En 1904 presentó a la Exposición de Bellas Arte un óleo de columna y macetón, y en general participó en numerosas exposiciones nacionales desde 1901 hasta 1945, así como en los Salones de Otoño desde 1942 hasta 1952, presentando tanto pintura de caballete como piezas de artes decorativas, según se desprende del título de dichas obras. La prensa se iba haciendo eco de su participación en las distintas exposiciones nacionales, como la Exposición de Bellas Artes de Madrid en 1926).
Asimismo presentó obras en las exposiciones Nacionales de Cuba y Panamá entre 1909 y 1916, donde cosechó importantes premios (medalla de oro en la exposición de Cuba en 1909 y de plata en 1911, así como plata en la de Panamá de 1913).
En 1945 presentó en la Exposición Nacional de Bellas Artes el cuadro titulado Vendedoras de pescado, que fue calificado por el crítico de ABC, como «una estampa de recio tipo racial»
En 1946 participó en el Primer Salón Femenino de las Bellas Artes, iniciativa que trataba de abrir hueco a las artistas femeninas, normalmente excluidas. El Salón fue un éxito, la crítica lo consideró representativo del momento y Bustillo participó en la modalidad de retrato.
Aunque abunda en su obra las naturalezas muertas con flores y frutas, su obras más importantes se enmarcan en una pintura regionalista muy del gusto de la época, que se desarrolla con gran fuerza desde finales del siglo XIX, coincidiendo con planteamientos plásticos cercanos al Regeneracionismo y la Generación del 98. Tal es el caso de la obra que se exhibe en el Museo de Burgos, Las camareras de la Virgen que presentó en 1915 a la Exposición Nacional de Bellas Artes y con la que consiguió una Medalla de Tercera Clase.

### Las camareras de la Virgen
Es su obra principal, actualmente en el Museo de Burgos. Es un óleo de 207 x 259 cm. Muestra a un grupo de camareras, delante de la imagen de la Virgen engalanada para la fiesta, que muestran una bandeja al alcalde que hace entrega de un donativo. La camarera mayor está ricamente ataviada, luciendo un ostentoso escapulario al cuello, al igual que el resto de las camareras. El paisaje del fondo recuerda el norte de Burgos.

## Premios
- 1909 Medalla de oro en la Exposición Nacional de Cuba.
- 1911 Medalla de plata en la Exposición Nacional de Cuba.
- 1913 Medalla de Plata en la Exposición Nacional de Panamá.
- 1915 Las camareras de la Virgen, Medalla de Tercera Clase en la Exposición Nacional de Bellas Artes.